# Санкт-Пёльтен (женский футбольный клуб)
«Шпортклуб Нидеростеррайх Санкт-Пёльтен» (нем. Sportklub Niederösterreich St. Pölten) — австрийский женский футбольный клуб из одноимённого города. С сезона 2016/17 является частью футбольного клуба «Санкт-Пёльтен». Четырёхкратный чемпион Австрии, шестикратный обладатель Кубка Австрии.

## История
Женская футбольная команда была основана в 2006 году под названием «Шпратцерн». В сезоне 2008/09 команда одержала победу в чемпионате Нижне-австрийской Ландеслиги и квалифицировалась во второй по силе дивизион женского футбола в Австрии. В сезоне 2010/11 футболистки Шпратцерна выиграли турнир в своей группе, но в финальном раунде, где разыгрывалось единственное место в высшем дивизионе он заняли второе место после команды «Унион Кляйнмюнхен» из Линца. Добиться попадания в элитную лигу они смогли через год, в решающих стыковых матчах победив «Парндорф» — 8:1 и 4:0.
В дебютном на высшем уровне сезоне «Шпратцерн» сразу занял второе место в чемпионате, отстав на 7 очков от «Нойленгбаха». Форвард команды Лиза Макас заняла третье место в споре бомбардиров с 22 мячами. В сезоне 2012/13 «Шпратцерн» снова стал вторым, но уступил «Нойленгбаху» только по разнице забитых и пропущенных мячей. Эти же команды встретились в финале Кубка Австрии и «Шпратцерн» одержал победу в серии послематчевых пенальти, выиграв первый трофей в своей истории.
В сезоне 2013/14 команда дебютировала в Лиге чемпионов, где в 1/16 финала уступила по сумме двух матчей итальянскому «Торресу». В том же сезоне клуб сменил название на «Санкт-Пёльтен-Шпратцерн», под которым выступал до 2016 года.
В 2015 году клуб впервые в своей истории выиграл чемпионат Австрии, прервав двенадцатилетнюю гегемонию «Нойленгбаха». В июне 2016 года команда вошла в структуру футбольного клуба «Санкт-Пёльтен».

## Состав
На 9 сентября 2018 года
Примечание: Флаги указываются, так как игрок может иметь более одного гражданства по правилам ФИФА.
| №  |          | Позиция | Игрок               |
| -- | -------- | ------- | ------------------- |
| 1  | Австрия  | Вр      | Ясмин Бойсиц        |
| 4  | Австрия  | Защ     | Сара Вронски        |
| 5  | Австрия  | Защ     | Джина Бабицки       |
| 7  | Венгрия  | Нап     | Фанни Ваго          |
| 9  | Австрия  | ПЗ      | Клаудиа Вассер      |
| 14 | Словакия | Защ     | Александра Бироова  |
| 18 | Хорватия | Защ     | Изабелла Дуйменович |
| 19 | Австрия  | Защ     | Юлия Таботта        |
| 22 | Австрия  | Нап     | Эвелин Курц         |

| №  |          | Позиция | Игрок            |
| -- | -------- | ------- | ---------------- |
| 23 | Венгрия  | Нап     | Бернадетт Загор  |
| 24 | Словения | ПЗ      | Матея Звер       |
| 27 | Австрия  | ПЗ      | Ясмин Эдер       |
| 30 | Австрия  | Вр      | Мелисса Абираль  |
| 31 | Австрия  | Нап     | Штефани Энцингер |
| 32 | Австрия  | Вр      | Изабелла Креше   |
| 34 | Австрия  | Нап     | Лаура Крумбёк    |
| 39 | Австрия  | ПЗ      | Сандра Майрхофер |
| 48 | Венгрия  | Нап     | Ванесса Надь     |

## Достижения
- Чемпионат Австрии
  - Чемпион: 2014/15, 2015/16, 2016/17, 2017/18, 2019/20, 2020/21, 2021/22, 2022/23
- Кубок Австрии
  - Обладатель: 2012/13, 2013/14, 2014/15, 2015/16, 2016/17, 2017/18

## Выступления в Лиге чемпионов УЕФА среди женщин
| Сезон   | Стадия | Дата       | Город         | Соперник          | Счет |
| 2020/21 | 1/8    | 10.03.2021 | Санкт-Пёльтен | «Русенгорд»       | 0:2  |
| 2020/21 | 1/8    | 03.03.2021 | Мальмё        | «Русенгорд»       | 2:2  |
| 2020/21 | 1/16   | 17.12.2020 | Цюрих         | «Цюрих»en         | 1:0  |
| 2020/21 | 1/16   | 07.12.2020 | Санкт-Пёльтен | «Цюрих»en         | 2:0  |
| 2020/21 | 2КР    | 19.11.2020 | Санкт-Пёльтен | «ЦСКА»            | 1:0  |
| 2020/21 | 1КР    | 04.11.2020 | Санкт-Пёльтен | «Митровица»en     | 2:0  |
| 2019/20 | 1/16   | 11.09.2019 | Энсхеде       | «Твенте»en        | 2:4  |
| 2019/20 | 1/16   | 25.09.2019 | Санкт-Пёльтен | «Твенте»en        | 2:1  |
| 2018/19 | 1/16   | 27.09.2018 | Париж         | «Пари Сен-Жермен» | 0:2  |
| 2018/19 | 1/16   | 12.09.2018 | Санкт-Пёльтен | «Пари Сен-Жермен» | 1:4  |
| 2017/18 | 1/16   | 12.10.2017 | Манчестер     | «Манчестер Сити»  | 0:3  |
| 2017/18 | 1/16   | 04.10.2017 | Санкт-Пёльтен | «Манчестер Сити»  | 0:3  |
| 2016/17 | 1/16   | 12.10.2016 | Брённбю       | «Брёндбю»en       | 2:2  |
| 2016/17 | 1/16   | 05.10.2016 | Санкт-Пёльтен | «Брёндбю»en       | 0:2  |